# 小行星1963
小行星1963（1963 Bezovec）是一颗绕太阳运转的小行星，为主小行星带小行星。该小行星于1975年2月9日发现。
該小行星以斯洛伐克西部皮耶什佳尼附近的貝佐維奇山（Bezovec）命名。

## 轨道参数
小行星1963的轨道半长轴为2.4212086 UA，离心率为0.211。